# Демонстрація сідниць

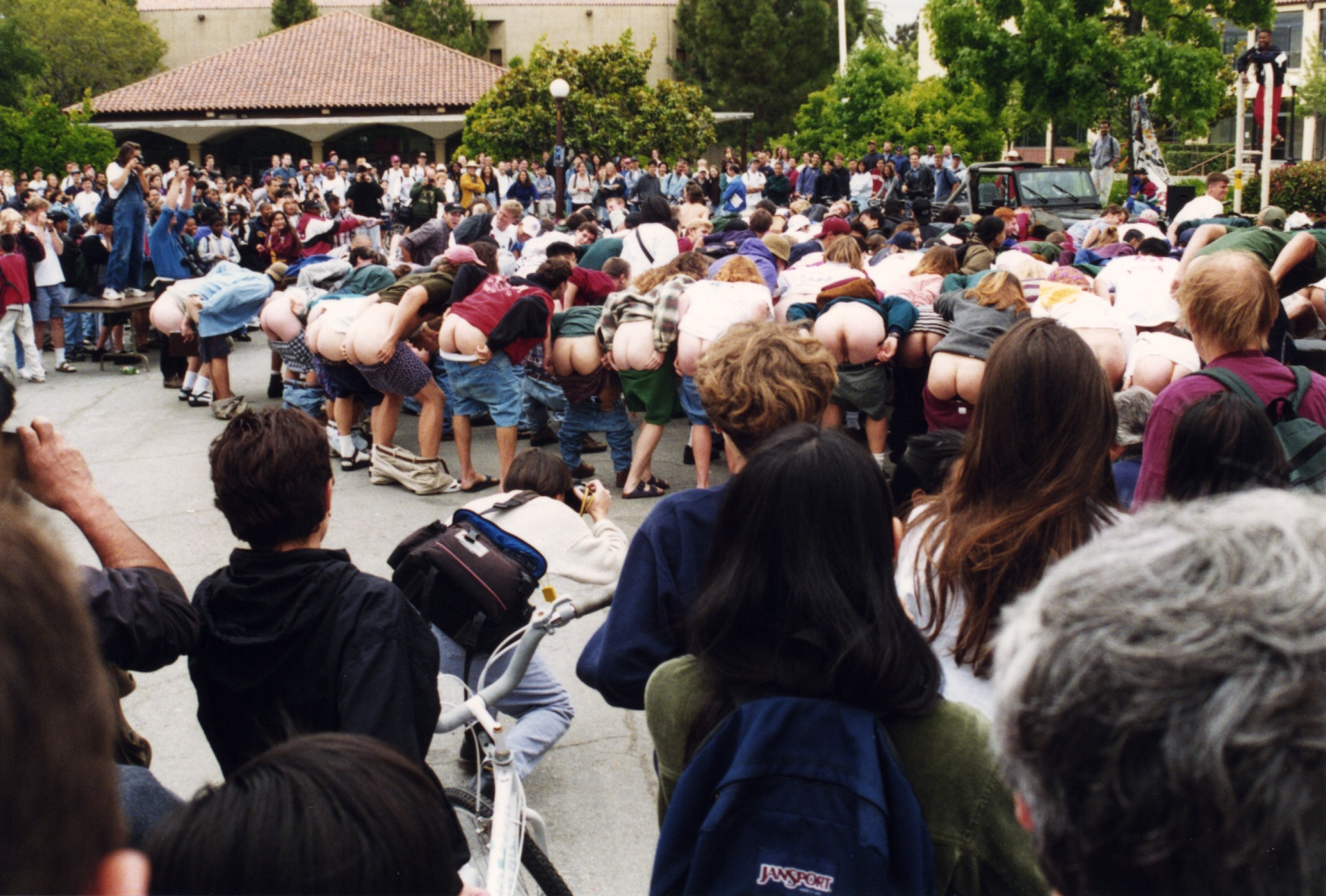
«Мунінг» на студентській демонстрації

Демонстрація сідниць (англ. mooning) — умисне оголення людиною задньої частини таза перед публікою. У більшості людських культур вважається непристойним жестом. Застосовується в знак протесту чи презирства, жартома чи заради епатажу.
Непристойність жесту пов'язана з актом дефекації, який вважається нечистим. Як пише психоаналітик Дж. Франкл, «демонстрація сідниць може виражати бажання образити того, хто це бачить, проектувати бруд на нього і, так би мовити, очистити себе, як би утертися лицем і дати йому відчути себе самого брудним».

В українських селах жінки лайливі вирази «іди в сраку» супроводжували демонстрацією своїх сідниць (малюнок А.Базилевича)

Жест відомий в первісних культурах, наприклад, у бушменів і папуасів. Деякі тубільці показують не тільки сідниці, а й анус, а також імітують дефекацію.
Одне з перших описів рухи тіла було зроблено Йосипом Флавієм при розповіді події в Єрусалимі в 20 р. н. е.: «Сталося тоді, що один з <римських> солдат підняв вгору свій плащ, непристойним нагинанням тіла звернувся до юдеїв задом і видав звук, що відповідав прийнятій ним позі». Це викликало народні хвилювання, при придушенні яких у тисняві загинуло кілька тисяч осіб.
У наші дні ставлення до показування сідниць пом'якшало. В одному з міст Каліфорнії існує щорічна традиція їх демонстрації перед поїздами.
До другої половини ХХ сторіччя в українських селах ще побутували «бабські» сварки з демонстрацією сідниць. Жінки повертались до своїх опоненток задом, задирали спідниці і супроводжували свої дії лайкою: «іди в сраку» або «поцілуй в сраку».